# Saint-Gervais (Québec)
Pour les articles homonymes, voir Saint-Gervais.
Saint-Gervais est une municipalité dans la municipalité régionale de comté de Bellechasse au Québec (Canada), située dans la région administrative de la Chaudière-Appalaches.

## Toponymie
Elle est nommée en l'honneur de Gervais, martyr avec Protais en l'an 57.

## Géographie
Le Bras Saint-Michel coule vers le nord-est et délimite le nord-est de la municipalité. La rivière du Moulin traverse la municipalité du sud-est au nord-est où elle conflue avec le Bras Saint-Michel. La rivière Boyer Sud traverse la municipalité du sud-ouest au nord-ouest.

## Démographie
| 1996  | 2001  | 2006  | 2011  | 2016  | 2021  |
| ----- | ----- | ----- | ----- | ----- | ----- |
| 1 875 | 1 910 | 1 926 | 2 058 | 2 153 | 2 138 |

## Administration
Les élections municipales se font en bloc pour le maire et les six conseillers.
| Saint-Gervais Maires depuis 2001                                                                                     |                |         |          |
| Élection | Maire          | Qualité | Résultat |
| 2001 | Jacques Nadeau |         | Voir     |
| 2005 | Jacques Nadeau | Voir    |          |
| n/d | Gilles Nadeau  |         | Voir     |
| 2009 | Gilles Nadeau  | Voir    |          |
| 2013 | Gilles Nadeau  | Voir    |          |
| 2017 | Manon Goulet   |         | Voir     |
| 2021 | Gilles Nadeau  |         | Voir     |
| Élection partielle en italique Depuis 2005, les élections sont simultanées dans toutes les municipalités québécoises |                |         |          |